# Тейлър Хейс
Тейлър Хейс (на английски: Taylor Hayes) е американска порнографска актриса, родена на 14 януари 1975 г. в Грос Пойнт, щата Мичиган, САЩ.
Започва кариерата си в порнографската индустрия през 1995 г., когато е на 20-годишна възраст.

## Награди
- 1999: AVN награда за най-добра сцена с групов секс.[3]
- 2001: XRCO награда за най-добра актриса (единично изпълнение) – „Джекил и Хайд“.[4]
- 2001: AVN награда за най-добра актриса.[3]
- 2002: AVN награда за най-добра секс сцена с двойка (филм) – „Изчезване в тъмното“ (с Джой Рей).[5]
- 2002: AVN награда за най-добра сцена с групов секс (филм) – „Изчезване в тъмното“ (с Тейлът Ст. Клеър и Дейл Дебоун).[5]
- 2002: XRCO награда за най-добра актриса – „Изчезване в тъмното“.[4]
- 2007: AVN зала на славата.[6][7][8]